# Badminton na Mediteranskim igrama 2013.
Badmintonski turnir na MI 2013. održavao se od 25. do 30. lipnja. Ovo je bilo prvi put da su se natjecanja u badmintonu održavala na Mediteranskim igrama. Hrvatski badmintonski par Zvonimir Đurkinjak i Zvonimir Hölbling osvojio je zlatnu medalju što je najveći uspjeh u povijesti hrvatskog badmintona.

## Osvajači odličja
| Disciplina           | Zlato                                         | Srebro                                 | Bronca                                         |
| Muškarci pojedinačno | Brice Leverdez Francuska                      | Pablo Abian Španjolska                 | Matthieu Lo Ying Ping Francuska                |
| Muški parovi         | Hrvatska Zvonimir Đurkinjak Zvonimir Hölbling | Turska Emre Arslan Hüseyin Oruç        | Francuska Baptiste Careme Gaetan Mittelheisser |
| Žene pojedinačno     | Neslihan Yiğit Turska                         | Özge Bayrak Turska                     | Maja Tvrdy Slovenija                           |
| Ženski parovi        | Turska Neslihan Yiğit Özge Bayrak             | Francuska Emilie Lefel Audrey Fontaine | Slovenija Maja Tvrdy Nika Končut               |